# 早川千絵
早川 千絵（はやかわ ちえ、1976年8月20日 - ）は、日本の映画監督。開志専門職大学アニメ・マンガ学部教授。東京都出身。

## 来歴
ニューヨークの美大 スクール・オブ・ビジュアル・アーツを卒業後、テレビ東京の番組『モーニングサテライト』のニューヨーク支社でアシスタントとして働く。アメリカで出産し、数年を経て日本に帰国。
WOWOWの映画部で業務委託のデスクワークをこなしながら、30代半ばで、映画学校のENBUゼミナールに通い始める。卒業制作『ナイアガラ』が、2014年のカンヌ国際映画祭シネフォンダシオン部門に入選し、ぴあフィルムフェスティバルでもグランプリを獲得。オムニバス映画『十年 Ten Years Japan』の一編を監督後、WOWOWを退社。
2022年、長編映画監督デビュー作となった『PLAN 75』が第75回カンヌ国際映画祭の「ある視点」部門に出品され、新人監督賞に当たるカメラ・ドールのスペシャル・メンション（特別表彰）を受賞。国内でもブルーリボン賞の監督賞を始めとする多数の賞を受賞した。
森ガキ侑大が主宰のクリエイター集団「クジラ」に所属。
2025年4月から開志専門職大学で、脚本・プロデュース・編集領域における、アニメ・マンガ学部の教授に就任した。
同年、『ルノワール』が5月開催の第78回カンヌ国際映画祭コンペティション部門に選出される。

## 主な監督作品

### 映画
- ナイアガラ（2014年）
- BIRD（2016年）[7]
- 冬のメイ（2016年）
- 十年 Ten Years Japan（2018年）
- PLAN 75（2022年）長編デビュー監督作品[8]。
- ルノワール（2025年）

### CM
- WOWOW「WOWOW×あなた」（2023年7月 - ）[9][10]

### ミュージック・ビデオ
- HKT48「君とどこかへ行きたい」（2021年5月12日）[11]

## 受賞歴
- 第36回 PFFアワード2014 グランプリ（『ナイアガラ』）[12][13]
- 第12回ウラジオストク国際映画祭 短編映画部門国際映画批評家連盟賞（『ナイアガラ』）[14]
- 2022年度
  - 第75回カンヌ国際映画祭「ある視点」部門出品 カメラ・ドール特別表彰（『PLAN 75』）[2]
  - 第63回テッサロニキ国際映画祭最優秀監督賞（『PLAN 75』）
  - 第44回ヨコハマ映画祭 新人監督賞（『PLAN 75』）[15]
  - 第77回毎日映画コンクール - 脚本賞（『PLAN 75』）[16]
  - 第73回芸術選奨新人賞（『PLAN 75』）[17][18]
  - 第65回ブルーリボン賞 監督賞（『PLAN 75』）[19]
  - 第46回日本アカデミー賞 優秀脚本賞（『PLAN 75』）[20]
  - 第20回シネマ夢倶楽部 推薦委員特別賞（『PLAN 75』）[21]